# Nová Ves u Pláně
Nová Ves u Pláně (německy Neudörfel) je malá vesnice, část obce Homole u Panny v okrese Ústí nad Labem. Nachází se asi 0,5 km na sever od Homole u Panny. V roce 2009 zde bylo evidováno 19 adres. V roce 2001 zde trvale žilo 13 obyvatel.
Nová Ves u Pláně leží v katastrálním území Babiny II o výměře 1,6 km2.

## Historie
Nejstarší písemná zmínka pochází z roku 1787.

## Obecní správa
V letech 1850-1950 byla ves osadou obce Babiny II v okrese Litoměřice, jen název vsi, i obce k níž náležela, se v průběhu času měnil: Nová Ves u Plánu (1850, osada obce Babiny u Velkého Března), Nová Ves (1869, osada obce Babiny b), znovu Nová Ves u Plánu (1880-1890 osada obce Babiny b), 1900-1910 Babiny B), v letech 1921-1950 již pod stávajícím názvem osada obce Babiny II. V roce 1961 se stala částí obce Homole v okrese Ústí nad Labem, od 1. července 1980 do 31. srpna 1990 byla částí obce Velké Březno.

## Geografie
Ves se rozkládá ve svazích Českého středohoří ve stejnojmenné chráněné krajinné oblasti a na jejím území jsou evidovány dva památné stromy - modřín opadavý, severovýchodně vsi, který měl k roku 1999 obvod kmene 290 centimetrů, výšku 28 metrů a byl 85 let starý a lípa malolistá, severně od čp. 17, v roce 1999 vysoká 22,5 metru, s obvodem kmene 317 centimetrů, 150 let stará.

## Obyvatelstvo
| | 1869 | 1880 | 1890 | 1900 | 1910 | 1921 | 1930 | 1950 | 1961 | 1970 | 1980 | 1991 | 2001 | 2011 |
| --- | ---- | ---- | ---- | ---- | ---- | ---- | ---- | ---- | ---- | ---- | ---- | ---- | ---- | ---- |
| Obyvatelé | 88   | 72   | 81   | 80   | 66   | 60   | 65   | 25   | 33   | 28   | 17   | 10   | 13   | 16   |
| Domy | 14   | 14   | 14   | 14   | 14   | 13   | 13   | 10   | .    | 8    | 6    | 5    | 6    | 10   |
| Počet domů z roku 1961 je zahrnut v celkovém počtu domů Homole u Panny. Rok 1961 zahrnuje též údaje místní části Bláhov. |      |      |      |      |      |      |      |      |      |      |      |      |      |      |